# The Ranchman's Son
The Ranchman's Son è un cortometraggio muto del 1911 interpretato e diretto da Arthur Mackley. Il film è prodotto e sceneggiato da Gilbert M. 'Broncho Billy' Anderson che appare anche nel cast tra gli interpreti.

## Produzione
Il film fu prodotto dalla Essanay Film Manufacturing Company. Venne girato in California, a Santa Monica.

## Distribuzione
Distribuito dalla General Film Company, il film - un cortometraggio in una bobina - uscì nelle sale cinematografiche USA il 19 agosto 1911.